# Automobilclub von Deutschland
Automobilclub von Deutschland (AvD) är en automobilklubb i Tyskland. Det är den äldsta i sitt slag i Tyskland och är grundad 1899. Automobilclub von Deutschland organiserar Tysklands Grand Prix, Oldtimer Grand Prix och andra mindre tävlingar. De håller till i Frankfurt am Main.